# Hardingstone
Hardingstone är en ort och civil parish i Storbritannien.   Den ligger i grevskapet Northamptonshire i riksdelen England, i den södra delen av landet, 90 km nordväst om huvudstaden London. Hardingstone ligger 106 meter över havet och antalet invånare är 7 897.
Terrängen runt Hardingstone är platt. Runt Hardingstone är det ganska tätbefolkat, med 207 invånare per kvadratkilometer. Närmaste större samhälle är Northampton, 4,0 km norr om Hardingstone. Trakten runt Hardingstone består till största delen av jordbruksmark.